# Хоган, Крейг
Крейг Хоган (англ. Craig Hogan) — профессор астрономии и физики в Чикагском университете, а также директор центра астрофизики частиц в Fermilab.
Автор теории «голографического шума».

## Биография
Учился в средней школе Пало-Верде. Диплом бакалавра астрономии с отличием получил в 1976 году в Гарвардском университете. Докторскую диссертацию защитил в Королевском колледже Кембриджского университета (1980), постдокторские исследования проводил также в Чикагском университете и Калифорнийском технологическом институте.
В 1985 году начал работать в Аризонском университете, в 1990 перешел в Вашингтонский университет в Сиэтле, штат Вашингтон. В 1993-2008 годах — профессор этого университета, в 1995-2001 годах — заведующий отделением астрономии, в 2002-2005 — проректор по исследованиям.
Являлся членом международной исследовательской группы High-Z Supernova Search Team, открывшей в 1998 году тёмную энергию.
В 1998 году вышла его «Маленькая книга большого взрыва» (The Little Book of the Big Bang), переведённая на шесть языков.

## Награды и отличия
- Премия Александра фон Гумбольдта
- Стипендия Слоуна
- 2011: Нобелевской премии по физике получил Брайан Шмидт и Адам Рисс — коллеги Хогане с High-z Supernova Search Team за работу, совершенную этой группой.
- 2015: Премия по фундаментальной физике, вместе с Брайаном Шмидтом, Адамом Риссом и High-Z Supernova Search Team.